# Porównanie europejskich znaków drogowych
Pomimo widocznego ujednolicenia i standaryzacji, europejskie znaki drogowe wykazują istotne różnice pomiędzy krajami. Niemniej większość państw Europy odniosła się do Konwencji wiedeńskiej o znakach drogowych i sygnałach świetlnych z 1968 roku – przyjętej w Europie przez Albanię, Austrię, Białoruś, Belgię, Bośnię i Hercegowinę, Bułgarię, Chorwację, Czarnogórę, Czechy, Danię, Estonię, Finlandię, Francję, Grecję, Litwę, Luksemburg, Łotwę, Macedonię Północną, Niemcy, Norwegię, Polskę, Rosję, Rumunię, San Marino, Serbię, Słowację, Szwajcarię, Szwecję, Ukrainę, Węgry i Włochy.

## Różnice pomiędzy europejskimi znakami drogowymi
Podstawowe różnice to:
- różnice graficzne
- różne znaczenia
- użycie różnych kodów kolorów
- teksty w lokalnych językach (niekiedy dwujęzyczne)

### Różnice graficzne
- Znaki ostrzegawcze w Irlandii mają kształt rombu z żółtym tłem zamiast standardowego kształtu trójkąta i odbiegają od standardu przyjętego w reszcie Europy.
- Wiele piktogramów (tunel, pieszy, samochód itd.) nieco różni się w wielu krajach.
- Typy strzałek mogą być różne.
- Różne kroje pisma w tekstach: Wielka Brytania, Włochy, Hiszpania, Islandia, Irlandia, Grecja i Portugalia używają czcionki Transport. Niemcy i Łotwa stosują DIN 1451. Holandia używa czcionek FHWA, Litwa używa czcionki opartej na standardzie Związku Radzieckiego GOST 10807-78. Białoruś stosują STB 1140-2013. Szwajcaria kroju pisma Frutiger, a Belgia, Chorwacja i Serbia stosują czcionkę SNV.

### Różne kody kolorów
- Zazwyczaj znaki ostrzegawcze mają czerwoną obwódkę i białe tło. Jednak w Szwecji, Serbii, Bośni i Hercegowinie, Chorwacji (starsze znaki; nowe zazwyczaj mają już białe tło), Grecji, Finlandii, Islandii, Macedonii Północnej[1] i Polsce mają one żółtopomarańczowe tło (w innych krajach oznaczone są tak tymczasowe znaki drogowe). Również znak „ustąp pierwszeństwa” używany w Szwecji, Serbii, Chorwacji[1], Finlandii i Polsce ma żółte tło.
- Wiele krajów normalnie przyjęło do znaków tymczasowych (prace drogowe) pomarańczowe lub żółtopomarańczowe tło. Inne kraje (Francja, Włochy, Szwecja, Finlandia, Islandia i Polska) używają żółtego tła.
- Drogowskazy na autostradach są oznaczone przez biały tekst na niebieskim tle w Wielkiej Brytanii, Niemczech, Francji, Hiszpanii, Holandii, Irlandii, Belgii, Austrii, Luksemburgu, Polsce, Portugalii, Łotwie i Węgrzech, a przez biały tekst na zielonym tle we Włoszech, Szwajcarii, Danii, Szwecji, Finlandii, Słowenii, Chorwacji, Czechach, Grecji, Cyprze, Rumunii, Słowacji i Serbii.
- Drogi główne (wyłączając autostrady) oznaczone są przez biały na niebieskim we Włoszech, Szwajcarii, Szwecji, Czechach, Grecji, Cyprze, Słowacji, Rumunii, Łotwie, Finlandii i Holandii (w tym przypadku tak samo jak autostrady), biały na zielonym we Francji, Wielkiej Brytanii, Irlandii, Polsce i Portugalii, czarny na żółtym w Niemczech, Luksemburgu, Norwegii, Słowenii, Serbii, Bośni i Chorwacji, czerwony na białym w Danii (jednak biały na niebieskim na wylotach z autostrad i wszystkich ogólnych węzłach) oraz czarny tekst na białym tle w Austrii i Hiszpanii.
- Drogowskazy na drogach drugorzędnych różnią się od tych na drogach głównych we Francji, Wielkiej Brytanii, Finlandii, Irlandii, Szwajcarii i Portugalii, zawsze będąc oznaczonymi czarnym tekstem na białym tle. W Niemczech, Włoszech, Rumunii, Słowenii i Szwecji znaki z czarnym tekstem na białym tle wskazują tylko drogi i kierunki w mieście.

### Różnice w znaczeniu
- Czasami podobne znaki nieco różnią się znaczeniem, zgodnie z lokalnymi przepisami drogowymi.
- Kraje europejskie używają systemu metrycznego (odległości w kilometrach lub metrach, wysokości, szerokości i długości w metrach, prędkość w kilometrach na godzinę) z wyjątkiem Wielkiej Brytanii, gdzie odległości podane są w milach, wysokości, szerokości i długości w stopach i calach, a prędkość w milach na godzinę.

## Tabela porównująca znaki drogowe w wybranych krajach Unii Europejskiej + Wielkiej Brytanii
Porównanie znaków drogowych w ośmiu krajach Unii Europejskiej oraz w Wielkiej Brytanii.
| Białoruś                                                                | Francja  | Hiszpania | Irlandia  | Łotwa    | Litwa | Niemcy | Polska | Włochy | Wielka Brytania |                 |
| ----------------------------------------------------------------------- | -------- | --------- | --------- | -------- | ----- | ------ | ------ | ------ | --------------- | --------------- |
| Stój                                                                    |          |           |           |          |       |        |        |        |                 |                 |
| Ustąp pierwszeństwa                                                     |          |           |           | lub      |       |        |        |        |                 | lub             |
| Droga z pierwszeństwem                                                  |          |           |           |          |       |        |        |        |                 |                 |
| Koniec drogi z pierwszeństwem                                           |          |           |           |          |       |        |        |        |                 |                 |
| Pierwszeństwo dla nadjeżdżających z przeciwka                           |          |           |           |          |       |        |        |        |                 |                 |
| Pierwszeństwo na zwężonym odcinku drogi                                 |          |           |           |          |       |        |        |        |                 |                 |
| Niebezpieczny zakręt w prawo                                            |          |           |           |          |       |        |        |        |                 |                 |
| Niebezpieczne zakręty - pierwszy w prawo                                |          |           |           |          |       |        |        |        |                 |                 |
| Skrzyżowanie dróg                                                       |          |           |           |          |       |        |        |        |                 |                 |
| Skrzyżowanie z drogą podporządkowaną                                    |          |           |           |          |       |        |        |        |                 |                 |
| Skrzyżowanie o ruchu okrężnym                                           |          |           |           | lub      |       |        |        |        |                 |                 |
| Sygnały świetlne                                                        |          |           |           |          |       |        |        |        | lub             |                 |
| Odcinek jezdni o ruchu dwukierunkowym                                   |          |           |           | lub      |       |        |        |        |                 | lub             |
| Zator drogowy                                                           |          |           |           |          |       |        |        |        |                 |                 |
| Stromy podjazd                                                          |          |           |           |          |       |        |        |        |                 |                 |
| Niebezpieczny zjazd                                                     |          |           |           |          |       |        |        |        |                 |                 |
| Przejście dla pieszych                                                  |          |           |           |          |       |        |        |        |                 |                 |
| Dzieci                                                                  |          |           |           | lub      |       |        |        |        |                 |                 |
| Zwierzęta gospodarskie                                                  |          |           |           |          |       |        |        |        |                 |                 |
| Zwierzęta dzikie                                                        |          |           |           |          |       |        |        |        |                 |                 |
| Zwężenie jezdni                                                         |          |           |           |          |       |        |        |        |                 |                 |
| Nierówna droga                                                          |          |           |           |          |       |        |        |        |                 |                 |
| Śliska jezdnia                                                          |          |           |           |          |       |        |        |        |                 |                 |
| Spadające odłamki skalne                                                |          |           |           |          |       |        |        |        |                 |                 |
| Boczny wiatr                                                            |          |           |           |          |       |        |        |        |                 |                 |
| Nabrzeże lub brzeg rzeki                                                |          |           |           |          |       |        |        |        |                 | lub             |
| Ruchomy most                                                            |          |           |           |          |       |        |        |        |                 |                 |
| Przejazd kolejowy z zaporami                                            |          |           |           | lub      |       |        |        |        |                 |                 |
| Przejazd kolejowy bez zapór                                             |          |           |           |          |       |        |        |        |                 |                 |
| Roboty na drodze                                                        |          |           |           |          |       |        |        |        |                 |                 |
| Inne niebezpieczeństwo                                                  |          |           |           |          |       |        |        |        |                 |                 |
| Zakaz wjazdu                                                            |          |           |           | lub      |       |        |        |        |                 |                 |
| Zakaz ruchu w obu kierunkach                                            |          |           |           |          |       |        |        |        |                 |                 |
| Zakaz wjazdu pojazdów silnikowych                                       |          |           |           |          |       |        |        |        |                 |                 |
| Zakaz wjazdu pojazdów silnikowych, z wyjątkiem motocykli jednośladowych |          |           |           |          |       |        |        |        |                 |                 |
| Zakaz wjazdu motocykli                                                  |          |           |           |          |       |        |        |        |                 |                 |
| Zakaz wjazdu rowerów                                                    |          |           |           |          |       |        |        |        |                 |                 |
| Zakaz wjazdu samochodów ciężarowych                                     |          |           |           |          |       |        |        |        |                 |                 |
| Zakaz wjazdu pojazdów z materiałami niebezpiecznymi                     |          |           |           |          |       |        |        |        |                 |                 |
| Zakaz wjazdu pojazdów z materiałami, które mogą skazić wodę             |          |           |           |          |       |        |        |        |                 |                 |
| Zakaz wjazdu pojazdów z materiałami wybuchowymi lub łatwo zapalnymi     |          |           |           |          |       |        |        |        |                 |                 |
| Zakaz wjazdu pojazdów owysokości ponad ... m                            |          |           |           |          |       |        |        |        |                 |                 |
| Zakaz wjazdu pojazdów o szerokości ponad ... m                          |          |           |           |          |       |        |        |        |                 |                 |
| Zakaz wjazdu pojazdów o długości ponad ... m                            |          |           |           |          |       |        |        |        |                 |                 |
| Zakaz wjazdu pojazdów o rzeczywistej masie całkowitej ponad ... t       |          |           |           |          |       |        |        |        |                 |                 |
| Zakaz zatrzymywania się                                                 |          |           |           |          |       |        |        |        |                 |                 |
| Zakaz postoju                                                           |          |           |           |          |       |        |        |        |                 |                 |
| Zakaz wyprzedzania                                                      |          |           |           |          |       |        |        |        |                 |                 |
| Zakaz wyprzedzania przez samochody ciężarowe                            |          |           |           |          |       |        |        |        |                 |                 |
| Zakaz skręcania w prawo                                                 |          |           |           |          |       |        |        |        |                 |                 |
| Zakaz skręcania w lewo                                                  |          |           |           |          |       |        |        |        |                 |                 |
| Zakaz zawracania                                                        |          |           |           |          |       |        |        |        |                 |                 |
| Ograniczenie prędkości                                                  |          |           |           |          |       |        |        |        |                 |                 |
| Strefa ograniczonej prędkości                                           |          |           |           |          |       |        |        |        |                 |                 |
| Koniec zakazów                                                          |          |           |           |          |       |        |        |        |                 |                 |
| Stój - kontrola celna                                                   |          |           |           |          |       |        |        |        |                 |                 |
| Nakaz jazdy prosto                                                      |          |           |           |          |       |        |        |        |                 |                 |
| Nakaz jazdy w prawo                                                     |          |           |           |          |       |        |        |        |                 |                 |
|                                                                         |          |           |           |          |       |        |        |        |                 |                 |
| Nakaz jazdy prosto lub w prawo                                          |          |           |           |          |       |        |        |        |                 |                 |
| Ruch okrężny                                                            |          |           |           |          |       |        |        |        |                 |                 |
| Nakaz jazdy z lewej / prawej strony znaku                               |          |           |           |          |       |        |        |        |                 |                 |
| Przejście dla pieszych                                                  |          |           |           | lub      |       |        |        |        |                 |                 |
| Parking                                                                 |          |           |           |          |       |        |        |        |                 |                 |
| Strefa zamieszkania                                                     |          |           |           |          |       |        |        |        |                 |                 |
| Tunel                                                                   |          |           |           | lub      |       |        |        |        | lub             |                 |
| Droga ekspresowa                                                        |          |           |           |          |       |        |        |        |                 |                 |
| Autostrada                                                              |          |           |           |          |       |        |        |        |                 |                 |
| Wjazd do kraju                                                          | lub      |           |           |          |       |        |        |        |                 |                 |
| Dopuszczalne prędkości                                                  |          |           |           |          |       |        |        |        |                 |                 |
|                                                                         | Białoruś | Francja   | Hiszpania | Irlandia | Łotwa | Litwa  | Niemcy | Polska | Włochy          | Wielka Brytania |